# Nanofósil

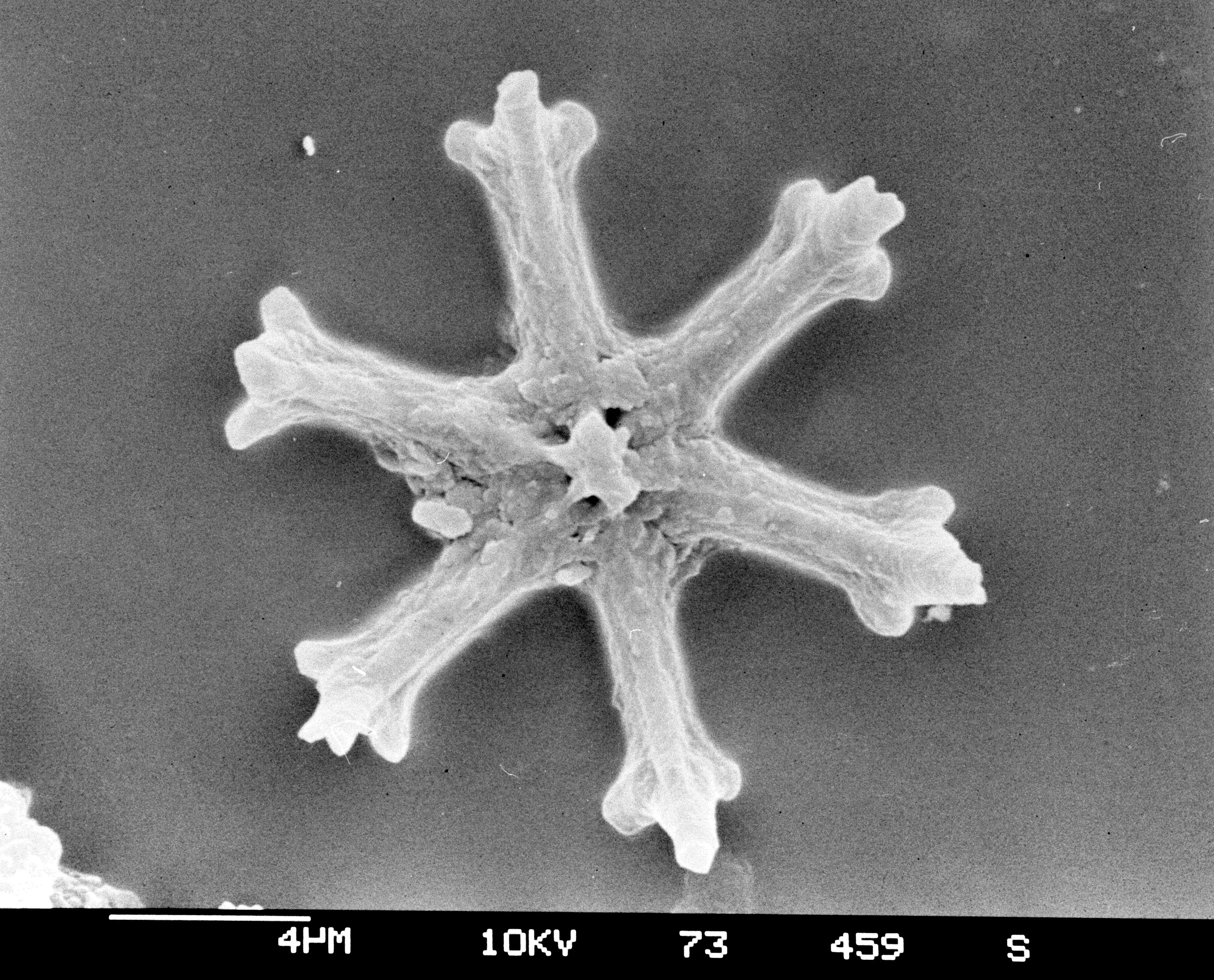
Fósil de Discoaster surculus, de 15 micras de ancho. La extinción de esta especie marca oficialmente el comienzo del período Cuaternario.

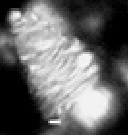
Nannoconus steinmannii: nanolito del Jurásico Superior de 1 μm.

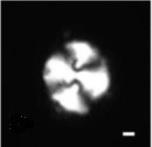
Watznaueria biporta: discolto del Cretácico Inferior de 1 μm.

Se conoce como nanofósil a toda forma orgánica con 2 a 50 µm de tamaño, visible únicamente a través Microscopía Óptica (MO) con un aumento de 100x o a través de cualquier Microscopio Electrónico (ME).
Los nanofósiles son utilizados por su fácil procesamiento, su abundancia y su amplia distribución geográfica. Existen varias maneras de clasificar a los nanofósiles; la más aceptada está basada en su taxonomía, aunque también se les puede clasificar por su composición química y su origen.
Los nanofósiles más útiles son sin duda los nanofósiles calcáreos, que son los restos (calcáreos) de microalgas del filo Haptophyta y de otros organismos incertae saedis, o de procedencia desconocida, llamados nanolitos. Las algas de este Phylum, que eran fitoplanctónicas y autótrofas (fotositetizadores), se caracterizaban por crear una cocosfera formada de cocolitos, placas con forma de plato hechas de carbonato cálcico y que cubrían la célula del medio externo. Cuando el organismo moría, en la mayoría de los casos los cocolitos se separaron quedando dispersos en el fondo marino y así es como se pueden encontrar actualmente en el registro sedimentario, conformando capas de carbonatos. Sin embargo, algunas de estas cocosferas se depositaron completas en los lechos oceánicos, proveyendo de valiosa información sobre su origen y composición. Se ha propuesto para su clasificación, dos clases de cocolitos: 
- holococolitos: que están formados por cristales de calcita esencialmente idénticos en forma y tamaño;
- heterococolitos: que están formados por cristales de calcita más grandes y que varían en su forma y tamaño.[5]

La mayoría de las formas vivientes producen solamente heterococolitos y solo lo hacen durante la etapa inmóvil de su ciclo de vida. Las que producen holococolitos lo hacen solo durante su etapa de móvil. También se han realizado estudios sobre su función, encontrando que además de proteger al organismo, son importantes depósitos de carbono, pues contribuyen a disminuir los niveles de CO2 atmosférico.
Estos restos calcáreos o cocolitos se encuentran en depósitos marinos, conformando muchas veces la matriz de las calizas oceánicas, como por ejemplo durante el Hauteviano al Albiano Superior, etapa en que se han reconocido numerosas litologías que contienen una matriz compuesta por Nannoconus sp., o las calizas de las montañas Jura en Inglaterra.

## Breve reseña histórica

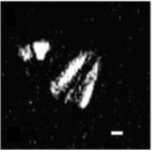
Conusphaera mexicana mexicana: nanolito del Jurásico Superior de 1 μm.

El primero en acuñar el término "cocolito" fue Ehrenberg, en 1836, a partir de las calizas de la isla de Rugen en el Mar Báltico. Ehrenberg creía, al igual que los primeros investigadores, que los cocolitos tenían un origen inorgánico. No fue sino hasta la segunda mitad del siglo XVIII cuando Walich descubrió que los cocolitos se unían para formar cocosferas, sugiriendo así un origen orgánico. Aún con la publicación de resultados de Sorby en 1861 en donde se aceptaba de manera general el origen orgánico de los cocolitos, Ehrenberg seguía incrédulo. Durante la expedición del HMS Challenger en 1872, se recolectaron cocosferas de la superficie marina y se llegó a la correcta conclusión de que eran esqueletos de algas calcáreas. Así, el término Nanoplancton (Nannoplankton) fue acuñado por Lohmann en 1902. El estudio de los Cocolitofóridos ha crecido desde los años 60 con una gran cantidad de trabajos y publicaciones sobre su biología así como sobre la sistemática de las formas fósiles y las vivientes. Algunos de los proyectos más relevantes son duda son el "Deep Sea Drilling Program" (DSDP) ahora conocido como "Ocean Drilling Program" (ODP), que destacó la importancia estratigráfica de los nanofósiles calcáreos tanto para la industria como para la comunidad científica y académica.

## Distribución estratigráfica
Los primeros nanofósiles calcáreos datan del Triásico (Carniense) y han sido encontrados en diferentes lugares, entre los que destacan el norte y sur de los Alpes Calcáreos, Timor, la plataforma Wombat al noroeste de Australia y las islas de la Reina Carlota en Canadá, zonas de bajas latitudes en aquella época. Este "surgimiento de nanoplancton calcáreo" provocó que una importante cantidad de CO2 fuese captado y transformado en carbonatos que se depositaron en el lecho oceánico, lo que repercutió biogeoquímicamente en el funcionamiento de la biosfera. Ahora los cocolitofóridos son algunos de los más importantes componentes del fitoplancton marino, junto con el picoplancton, las diatomeas, los silicoflagelados, los dinoflagelados y los foraminíferos planctónicos que constituyen el "Pasto Oceánico".
Los nanofósiles calcáreos, se pueden encontrar en la columna geológica desde el Carniense hace, 235 Millones de Años (Ma) hasta el Reciente.

## Taxonomía
Los cocolitofóridos vivos, están dispersos en prácticamente en todos los ecosistemas marinos del planeta. De las 300 especies de algas haptófitas que viven, 200 son cocolitfóridos
La clasificación más aceptada actualmente es la hecha por Young & Bown (1997):
- DIVISIÓN: Haptophyta

- CLASE: Prymnesiophyceae

- ORDEN: Isochrysidales

- FAMILIAS:

Zygodiscales (2 Familias)
Syracosphaerales (4 Familias)
Coccolithales (6 Familia)
Incertae sedis (1 Familia)

## Áreas de aplicación
Los nanofósiles calcáreos son ampliamente utilizados para datar sedimentos marinos y terrestres debido principalmente a su gran abundancia en una pequeña cantidad de muestra, así como su amplia distribución geográfica, ya que al ser parte del fitoplancton, éste vivió en toda la zona fótica del océano, teniendo un 100% de confiabilidad en datar estratos geológicos, ya sea en sedimentos marino o en secciones superficiales. Así, podemos distinguir las áreas donde el nanoplancton calcáreo resulta una herramienta útil:
- Exploración petrolera[16] (Determinación de edades por métodos de análisis bioestratigráficos)
- Investigación marina[12]